# アイビー・リーグ
アイビー・リーグ（英: Ivy League）とは 、アメリカ合衆国北東部にある8つの私立大学の総称。米国の政財界・学界・法曹界を先導する卒業生を数多く輩出しており、米国社会では伝統的に「東海岸の裕福なエリート校グループ」と捉えられている。
構成大学はブラウン大学、コロンビア大学、コーネル大学、ダートマス大学、ハーバード大学、ペンシルベニア大学、プリンストン大学、イェール大学。いずれも各種ランキングで国内トップクラスに位置する名門校で、学部の合格率は例年3〜7％程度と全米で最難関のグループに属する。
近年は学費の高騰がしばしば議論を呼んでおり、2024年5月には、上記8校の多くで次年度以降の入学者の1年間の学費が初めて9万ドル（約1400万円）を突破すると報じられた。
「アイビー・リーグ」の名称は、これら8校で構成するカレッジスポーツ連盟の名称としても用いられる。名称の由来は諸説あるが、一般に、これらの大学の多くにツタ (Ivy) を這わせた古いレンガ造りの校舎が建ち並ぶことにちなむと理解されている。
かつては8校すべてが男子のみ入学を許可していたため、女子校でこれに相当するものとして「セブン・シスターズ」の枠組みも作られた。また伝統的なアイビーリーグには属さないが大学ランキングなどで最上位グループに位置するトップ校を含めて「アイビー・プラス」と呼ばれることがあるほか、州立大学など公立の名門を指す「パブリック・アイビー」、小規模ながらすぐれた教育水準を保っている「リトル・アイビー」「ヒドゥン・アイビー」といった枠組みも考案されている。

## 歴史
アイビー・リーグを構成する8校のうち、コーネル大学を除く7校は独立戦争前に創立されており（コーネル大学は南北戦争の直後に創立）、早くから植民地での高等教育において中心的な位置を占めていた。
1900年頃からこれらの大学のスポーツチームが対戦を繰り返して全米の注目を集めるようになり、この８校のチーム群を指して「アイビー・リーグ」という表現が用いられるようになった。
当時はコーネル大学を除いてすべて男子校だったうえ、ほとんどの学生は白人・プロテスタントで、独立戦争前からアメリカ合衆国に住んでいた裕福な家庭の出身だった。そうした学生のイメージから、アイビー・リーグという言葉は、しだいにスポーツリーグの呼び名から発展して白人のエリート層を指す語として使われるようになった。
第二次世界大戦後、アイビー・リーグの各校は多様な学生に門戸を広げる方向へ舵を切った。1960年代頃までに多くが共学化を果たしており（最も共学化が遅かったコロンビア大学は1983年に共学化）、さまざまな人種の学生が入学できるよう制度改革がすすんだ。
共学に移行する前は、各大学はそれぞれセブン・シスターズと呼ばれる名門女子大学群の学生と交流を持っていた。セブン・シスターズ校のうちヴァッサー大学は共学化、ラドクリフ大学はハーバード大学と統合され、バーナード・カレッジもコロンビア大学と提携して運営されている。あとの4校は現在でも女子大学である。
| 設立   | 学校名                                            | 概要 |
| ------ | ------------------------------------------------- | --- |
| 1764年 | ブラウン大学 Brown University                     | ロードアイランド州の州都プロビデンスに立地。1764年創立。スクールカラーはブラウン。リベラル・アーツ教育を重視し、ビジネススクールやロー・スクールなどの専門大学院は設置しない方針を守っている。学部生の満足度では全米1位とする調査結果がある。ブラウン・カリキュラムと呼ばれる独自の教育課程を導入している（全課目で成績付・成績無しを選べる、単位不合格の場合は公式記録に残らない、等）。 |
| 1754年 | コロンビア大学Columbia University                 | ニューヨーク州ニューヨーク市のハドソン川沿いに立地。1754年創立。スクールカラーはコロンビア・ブルーとホワイト。世界的な研究大学として数多くのノーベル賞受賞者を輩出。留学生の比率は30%を超す。ピューリッツアー賞選考委員会が同校ジャーナリズム大学院に設置されている。アイビー・リーグで最も大学院の比率及び絶対数が高い特徴を持つ（学生の72%、25,000人が大学院に所属）。「コア・カリキュラム」と呼ばれる全員必修の教養課程（ひとクラス20人以下のゼミ方式）は、同校の特徴のひとつである。アイビーリーグで唯一、英国国王の勅許により創設された歴史的経緯を有する。 |
| 1865年 | コーネル大学 Cornell University                   | ニューヨーク州中部の小都市イサカに立地。マンハッタンへは車で5時間程である。1865年創立。スクールカラーはカーネリアン・レッド。アイビー・リーグ8校のうち、唯一南北戦争後に創立された。理系分野のほかロースクールやホテルスクールも高い評価を受けている。またニューヨーク州から公用地の供与を受けて設立され、現在に至るまで州政府から財政支援を受けてきた歴史的経緯から、地元の農産・畜産業と深く結びついた獣医学・農学などの研究で世界的水準にある。 |
| 1769年 | ダートマス大学 Dartmouth College                  | ニューハンプシャー州西部の小さな町ハノーバーに立地。1769年創立。スクールカラーはグリーン（ダートマス・グリーン）。歴史的経緯から「カレッジ」を冠しているが総合大学（university）である。学生数は学部・大学院の合計で6000名弱と、アイビー・リーグの中で最も少なく、伝統的な少人数のリベラル・アーツ教育を重視する。全米最古のビジネス・スクールであるタック経営大学院を擁するなど実学でも評価は高い。 |
| 1636年 | ハーバード大学Harvard University                  | マサチューセッツ州ボストンとチャールズ川をはさんだ対岸の街ケンブリッジに立地。1636年に創立した全米最古の大学。スクールカラーはクリムゾン。ビジネススクール (HBS) 、ロースクール (HLS) 、ケネディスクールなど専門職大学院が有名。合格率はプリンストン大学やコロンビア大学と並んでアイビー・リーグで最も低い。ビル・ゲイツ（マイクロソフト創業者）、マーク・ザッカーバーグ（フェイスブック創業者）等多くの著名人を輩出しているほか、ノーベル賞受賞者輩出数では世界一位。                                                                                           |
| 1746年 | プリンストン大学 Princeton University             | ニュージャージー州中央部のプリンストンに立地。1746年創立。スクールカラーはオレンジとブラック。総合大学であるが、ブラウン同様伝統のリベラル・アーツ教育の伝統を守っており、メディカルスクール、ロースクール、ビジネススクールなどの専門職大学院を設置していない。数学・物理学研究でも著名。近隣の「プリンストン高等研究所」は別組織だが密接な協力関係にある。 |
| 1740年 | ペンシルベニア大学 The University of Pennsylvania | ペンシルベニア州の最大都市フィラデルフィアに立地。1740年創立。スクールカラーはレッドとブルー。Penn, UPennと略される。全米で初めて総合大学 (University) の名を冠された教育機関。同学のビジネス・スクールであるウォートン・スクールは金融・会計学の分野では高い評価を誇る。創立者ベンジャミン・フランクリンの理念から実学が重視され、また富裕な卒業生が多いことでも知られる。最近の著名な卒業生はドナルド・トランプ第45代アメリカ合衆国大統領。 |
| 1701年 | イェール大学 Yale University                      | コネチカット州南部の都市ニューヘイブンの中心部に立地。1701年創立。スクールカラーはアジュール（イェール・ブルー）。法学・政治学分野の教育・研究に定評があり、全米大学院ランキングロースクール部門では長年1位を維持している。演劇大学院でも知られ、数多くのアカデミー賞受賞者を輩出している。ビル・クリントン、ジョージ・W・ブッシュ等、政治家を多く輩出しており、校風は保守的と言われる。 |

## 入学
| 校名           | 合格率（％） | 応募者数 |
| -------------- | ------------ | -------- |
| ブラウン       | 5.2          | 48.881   |
| コロンビア     | 3.85         | 60,248   |
| コーネル       | 7.5          | 68,000   |
| ダートマス     | 5.30         | 31,657   |
| ハーバード     | 3.59         | 54,008   |
| プリンストン   | 4.62         | 34,000   |
| ペンシルベニア | 5.4          | 65,230   |
| イェール       | 3.73         | 57,465   |

アイビー・リーグを構成する8校はすべて『ＵＳニューズ＆ワールド・レポート』誌が毎年発行する国内大学ランキングで常に15位以内に位置しており、いずれの学校も入学は米国で最難関のグループである。
入学に際してはＳＡＴなどの統一入学試験で高得点を取るのに加えて高校の成績も優秀であることが要求されるが、アイビー・リーグ8校は、学力だけでなく学生の全体像を評価するホリスティック入試 (holistic admission)を行っている。
このホリスティック入試では、高校時代の運動・芸術面でのすぐれた業績、ボランティア活動や地域への貢献が重視されるほか、貧困層家庭であるとか、親が大卒ではなく家族の中で初めて大学に進学する「ファースト・ジェネレーション (first generation)」と呼ばれる生徒であるといった条件も考慮される。
一方で、親や親戚にその大学の卒業生がいる者は「レガシー (legacy)」と呼ばれて有利になると考えられており、実際にハーバード大学ではレガシーの合格率は一般志願者の5倍の30％近くにもなる。
| 校名           | 学費（ドル） |
| -------------- | ------------ |
| ブラウン       | 68,612       |
| コロンビア     | 65,524       |
| コーネル       | 65,204       |
| ダートマス     | 63,684       |
| ハーバード     | 57,246       |
| プリンストン   | 59,710       |
| ペンシルベニア | 58,620       |
| イェール       | 64,700       |

近年は学費が高騰を続けており、2024年時点では8校とも学費のみで年間6万〜7万ドル、これに生活費・教材費・そのほかの諸雑費を加えて、ブラウン大学の例では9万1000ドル（約1400万円）が1年間に必要なコストとなる。
こうした学費高騰が社会的に問題視されたため、現在では8大学すべてが入学前に保護者や本人の経済状況を確認しない制度 (Need-blind admission) を導入しているほか、合格者には家庭の負担能力に応じて奨学金を出しており、40 - 70%の学生が大学から奨学金を得ている。またアイビー・リーグ８校は国内の他大学に比べて財政状態が安定しているため、多くの場合、奨学金支出の基準もきわめてゆるやかに設定されている。例えばアメリカの平均世帯所得が約５万ドル（約500万円）であるのに対して、ハーバード大学では6万5000ドル（約650万円）を「低所得」の基準としていて、これ以下の世帯所得の学生の大学生活にかかる費用は、授業料・生活費も含めて大学側が全額をカバーしている。

大学間の学生獲得競争はかなり激しい。各校ともこれまでアイビー・リーグに生徒を送ったことのない高校にも積極的にリクルーターを送り込んで優秀な学生の発掘を行っているほか、低所得者層の多い地区で奨学金制度の説明に努めたり、最近では中国やシンガポール、インドなどで大規模な説明会を繰り返して優秀な留学生を呼び込もうとしている。獲得競争が激化するなか、2002年には、プリンストン大学の入試担当職員がイェール大学の入学選抜ウェブサイトから併願者の情報を盗み見る事件が起き、プリンストン大学の入学事務室長が辞職する事態に発展している。
人種考慮の禁止へ
アメリカの大学、とくにアイビー・リーグ8校では、長く「積極的差別是正措置（アファーマティブ・アクション affermative action）」と呼ばれる措置によって黒人やヒスパニックなどマイノリティ人種であることが考慮されると言われてきた。しかし2023年6月、連邦最高裁は大学の入学選考において人種を考慮に入れてはならないとする判断を示し、1960年代以降、半世紀以上にわたって続いた慣行を大きく覆した。これはハーバード大学とノースカロライナ大学を相手取って起こされた訴訟 ["Students for Fair Admissions v. Harvard" 英語版] だが、入学制度の根幹に触れるとしてアイビー・リーグ8校すべてに加えて多くの主要校が従来の判断維持を求める声明を出すなど、大きな注目を集めていた。
アメリカ国内ではこれまでもアリゾナ、フロリダなど9つの州で人種にもとづく入学選考が禁じられていたが、連邦最高裁の違憲判断によって、アイビー・リーグでも入学制度の再構築が求められることとなった。
この判断を黒人学生の団体などは強く批判したが、一部のアジア系保護者グループなどは、試験成績だけなら合格水準にあるアジア系学生が、人種枠が理由で不合格となるケースが相次いでいたと主張、人種考慮基準の撤廃を歓迎する意向を示しているとされる。

## 学生像
大学側は低所得層出身の学生を入学させる試みをさまざまに行っているが、結果として在学生は富裕な家庭出身に偏っているのが実情である。ハーバード大学では学部生の約半分は世帯所得が20万ドル（2000万円）以上の家庭の子供とされるほか、ペンシルベニア大学では3割近くの新入生が親の所得が25万ドル（約2500万円）、イェール大学では7割近くの学部生が12万ドル（約1200万円）以上の世帯所得の家庭出身である。
卒業率はいずれも高い。「アメリカの大学は入学は容易だが卒業は厳しい」と言われることが多く、実際に全米平均の卒業率は50〜60％程度に過ぎないのに対して、アイビー・リーグの8校はすべて卒業率が95％を超えている。これらの大学が富裕な財政基盤を背景に、学生指導や生活相談に手厚い体制を取っていることが背景にあるとも指摘される。
アメリカでは政財界のエスタブリッシュメントの半数がわずか12校の名門大学卒業生で占められているが、うち8校がアイビー・リーグである。また卒業後の平均所得もおおむね高い水準にあり、とくにハーバード大学やコロンビア大学、プリンストン大学では平均の初任給が9万5000ドル（約950万円）とアメリカの平均世帯所得の2倍近くに達している。

## スポーツリーグの歴史

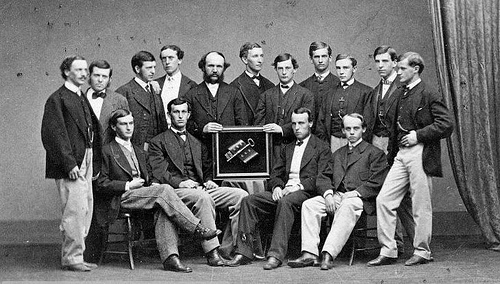
1866年のイェール大学学生

アイビー・リーグの各校は、アメリカ合衆国に大学間でスポーツが競われるようになったころから各種の競技でライバル関係を築いてきた。1852年、ハーバード大学とイェール大学のボート部はニューハンプシャー州のウィニペソーキー湖で対戦した。この対戦はアメリカ合衆国史上初となる大学間のスポーツの試合であった。伝統的には、イェール大学は陸軍士官学校と、ラトガース大学はプリンストン大学やコロンビア大学と現在に至るまで続いているライバル関係があり、フットボール以外のスポーツで競っている。
こうした経緯から、アイビー・リーグには古くから明文化・明言されていない大学間の協定が存在していたが、正式にスポーツリーグが結成されたのは第二次大戦後である。
1945年、8校の学長は初めてアイビー・グループ協定 (Ivy Group Agreement) に調印した。これは各大学のフットボールチームに関して、学業、学費援助、競技運営など全ての面における統一基準を取り決めたものだった。この協定は優秀なスポーツ選手の獲得競争が過熱しすぎないように取り決めている。協定には次のような条項がある。
「本協定の加盟校は運動奨学金の禁止を再確認する。選手はあくまでも学生として入学を許可し、奨学金は他の学生と同様に学業成績と経済的必要性のみを考慮して給付しなければならない」。
1954年、アイビー・グループ協定は全てのスポーツに拡大適用された。一般的には、この年を「アイビー・リーグ誕生の年」としている。アイビー・リーグとしての大学間競技が始まったのは1956年であった。
また日本との関係では、第二次世界大戦前から東京六大学野球連盟とスポーツ試合があり、その延長で学術的交流が存在していた。現在は、出雲全日本大学選抜駅伝競走に出場するなど、東京六大学野球連盟以外のスポーツ交流も行われた。また1989年から1996年まで、日本側の選抜学生とアイビーリーグに所属する選手とで、「アイビーボウル」と名付けられたフットボールの対抗試合が行われていた。

## 文化的影響

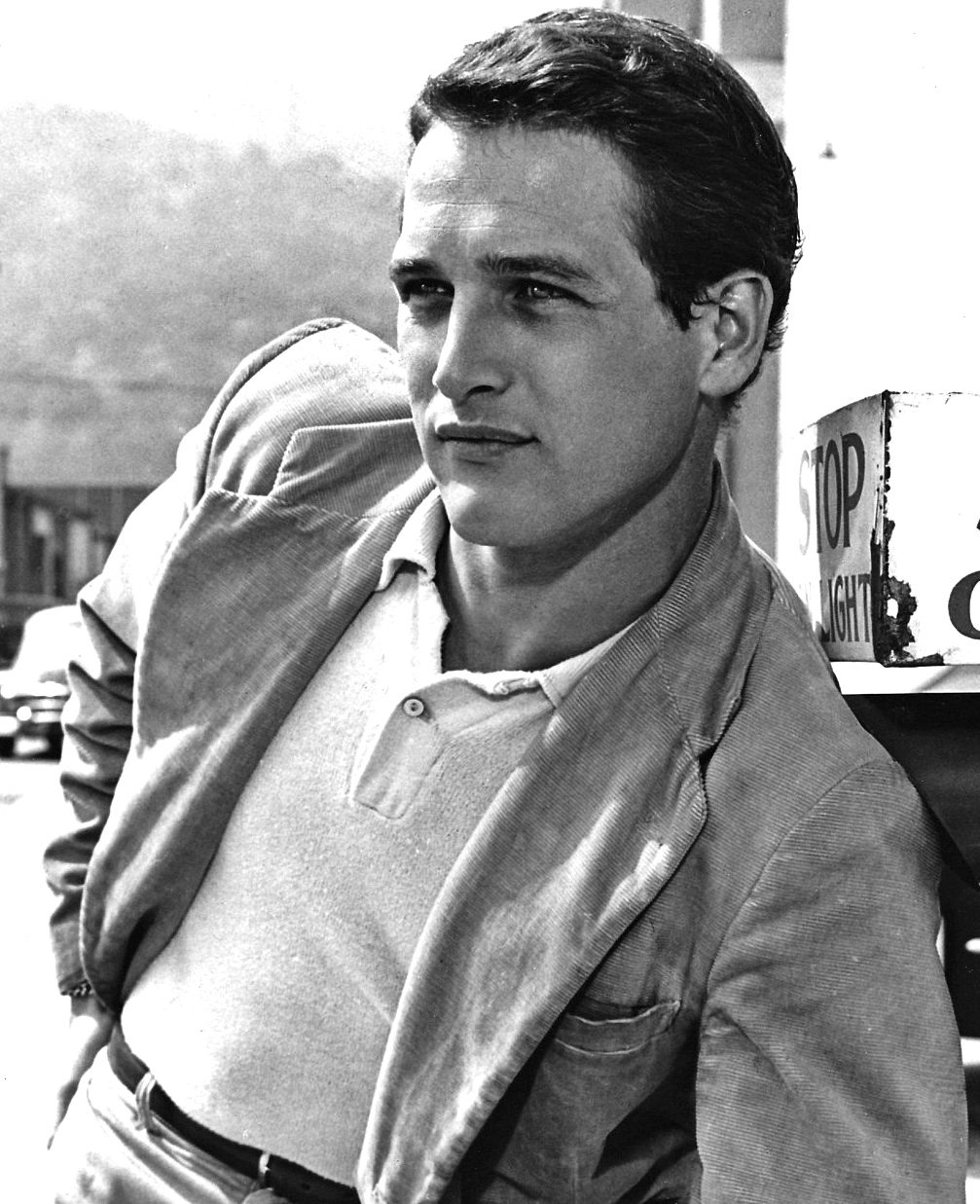
ポロシャツとジャケットを組み合わせたポール・ニューマンのファッションは模範的なアイビー・スタイルとして人気を集めた。

アイビー・リーグに通う学生たちのブレザースタイルを中心とした着こなしは、アイビー・ルックまたはアイビー・スタイルと呼ばれ米国発のファッションとして一つのスタンダードとなっている。
原型はイギリスのオックスフォード大学やケンブリッジ大学に通う貴族子弟のファッションとされ、オックスフォード・シャツとネイビー・ブレザーにアスコット・タイ、といった組合せが1920年頃から定着した。
1950年代以降は映画の中でポール・ニューマンなどのハリウッド俳優が着用したチノパンとポロシャツにスポーツジャケットを組み合わせたファッションが、若者の間で注目を集めるようになった。
またハーバード大学を卒業間もないＪ・Ｆ・ケネディらのブレザースタイルが雑誌などで「経済的な余裕と健康な若々しさを兼ね備えたファッション」と繰り返し紹介されたことも、アイビー・スタイルが人気を集めるきっかけになったとされる。
こうした人気を背景にＪ・プレスやブルックス・ブラザースといったブランドがアイビー・リーグに通う学生のスタイルをまねたファッションを大々的に販売するようになり、1950年代半ばから本格的にアメリカ社会に定着した。